# Nagy Dezső (mérnök)
Kaáli Nagy Dezső (Kraszna, 1868. május 17. – Balatonújhely, 1940. március 22.) királyi kulturmérnök, miniszteri tanácsos.

## Életútja
Apja Kaáli Nagy Domonkos jószágkormányzó, főszolgabíró volt, anyja Sántha Ida. 1896-ban diplomázott a budapesti műegyetemen, majd az aradi folyammérnöki hivatalnál dolgozott. 1900-ban került a székesfehérvári kultúrmérnöki hivatalhoz, itt 1908-ig állt alkalmazásban. Ezután a Sióbereki Társulat miniszteri biztosa mellé kirendelt munkavezető szakértő volt. 1908-ban a Földművelésügyi Minisztérium munkatársa lett, 1910-től az Országos Vízépítési Igazgatóság beosztott mérnöke volt, majd 1912. január 1-jétől a balatoni kikötőket felügyelte. Ő tervezte és építtette az alsóörsi, a boglári, földvári, kenesei, lellei, szemesi, fonyódi, siófoki és tihanyi kikötőket, egyúttal a partrendezésüket is. Az 1925–26-ban épült arácsi első strandfürdő (mai Esterházy strand) nádfedeles épületét is ő tervezte. 1933 márciusában vonult nyugdíjba. 1935-ben az ő tervei alapján végezték a Sió-zsilip átépítését a hozzá tartozó csatornarésszel együtt. Találmányát, a K. N. D. jelű partvédőműt sok helyen alkalmazták. Vízközmű-építéssel foglalkozó cikkei és Balaton-rendezéssel kapcsolatos munkái a szakfolyóiratokban láttak napvilágot. Felesége a nála 13 évvel fiatalabb zsolnai Plossek Margit volt, akivel 1903. július 7-én kötött házasságot Székesfehérvárott. Halálát szívbénulás okozta. A siófok-újhelyi temetőben helyezték örök nyugalomra.

## Emlékezete
Siófokon (Balatonszéplakon) utca, Balatonbogláron a vitorláskikötőt viseli a nevét.

## Fontosabb művei
- A Balaton hajókikötői (Technikai fejlődésünk története, Bp., 1927)